# Parimatidium marginicolle
Parimatidium marginicolle es una especie de insecto coleóptero de la familia Chrysomelidae.
Fue descrita científicamente en 1850 por Boheman.